# Tratado de Worms (1743)
O Tratado de Worms foi uma aliança política formada entre a Grã-Bretanha, Áustria e o Reino da Sardenha, assinada em 13 de setembro de 1743, durante a Guerra da Sucessão Austríaca.
Foi uma peça ambiciosa de política externa por parte do governo britânico que procurou separar o imperador Carlos VII, príncipe-eleitor da Baviera, da influência francesa, ao mesmo tempo em que resolvia as diferenças entre o imperador, a rainha Maria Teresa da Hungria e o rei Carlos Emanuel III da Sardenha.

## Conteúdo do tratado
Sob os termos do tratado, Maria Teresa concordou em transferir para o rei da Sardenha a cidade e parte do ducado de Piacenza, o Vigevanesco, parte do ducado de Pavia, parte do condado de Anghiera que ficava a oeste do Lago Maggiore, e reivindica o marquesado de Finale. Ela também se comprometeu a manter 30 000 homens na Itália, a serem comandados por Saboia-Sardenha.
A Grã-Bretanha concordou em pagar a quantia de £ 300 000 pela cessão de Finale, e fornecer um subsídio anual de £ 200 000, com a condição de que Saboia-Sardenha empregasse 45 000 homens. Além desse arranjo fiscal, a Grã-Bretanha concordou em enviar uma frota para o Mediterrâneo.
Sob uma convenção separada e secreta, acordada contemporaneamente com o Tratado, mas que não foi formalmente ratificada nem reconhecida publicamente, foi estipulado que a Grã-Bretanha pagaria a Maria Teresa um subsídio anual de £ 300 000, pelo tempo "que a necessidade de seus assuntos exigisse".
Os termos do Tratado de Worms relativos à cessão do marquesado de Finale a Saboia-Sardenha eram particularmente injustos para os genoveses, uma vez que o território lhes tinha sido garantido pelo quarto artigo da Quádrupla Aliança de 2 de agosto de 1718 entre a Grã-Bretanha, França, Áustria e Países Baixos.